# Omgevingsbasis
In de topologie, een deelgebied van de wiskunde, is een omgevingsbasis van een punt een stelsel omgevingen van dat punt waarvan elke omgeving weer een andere omgeving uit dat stelsel bevat. Met behulp van de eigenschappen van omgevingsbases kunnen speciale klassen van topologische ruimten gedefinieerd worden, zoals lokaal compacte ruimten en lokaal convexe ruimten.

## Definitie
Een omgevingsbasis van een punt {\displaystyle x} in een topologische ruimte {\displaystyle (X,{\mathcal {T}})} is een familie {\displaystyle (U_{i})_{i\in I}} omgevingen van {\displaystyle x} waarvoor geldt dat bij elke {\displaystyle U_{i}} een {\displaystyle U_{j}} is met {\displaystyle U_{j}\subseteq U_{i}}.